# Deoksiriboza
Deoksiriboza ili dezoksiriboza ili  2-deoksiriboza je organski kemijski spoj.  Spada u aldopentozne jednostavne šećere formule H-(C=O)-(CH2)-(CHOH)3-H, odnosno opće forumule C5H10O4. Otkrio ju je Phoebus Levene 1929. godine. Ime spoja pokazuje da se radi o deoksišećeru, odnosno da je nastala iz šećera riboze gubitkom jednog atoma kisika. Budući da se pentozni šećeri arabinoza razlikuju stereokemijski na C2', 2-deoksiriboza i 2-deoksiarabinoza su ekvivalentni, s time da se potonji pojam rjeđe koristi jer je riboza, a ne arabinoza, prethodnica deoksiribozi.
Biosinteza deoksiriboze je djelovanje enzima ribonukleotidne reduktaze na ribozu 5-fosfat. Ti enzimni kataliziraju proces deoksigeniziranja.
Deoksiriboze grade nukleotide DNK, na način da su povezane fosfodiesterskim vezama čime tvore dva polinukleotidna lanca koji čine molekulu DNK.
D-2" deoksiriboza je derivat D-riboze.